# Epiphragma (Epiphragma) mediale
Epiphragma (Epiphragma) mediale is een tweevleugelige uit de familie steltmuggen (Limoniidae). De soort komt voor in het Oriëntaals gebied.